# A10 (míssil)

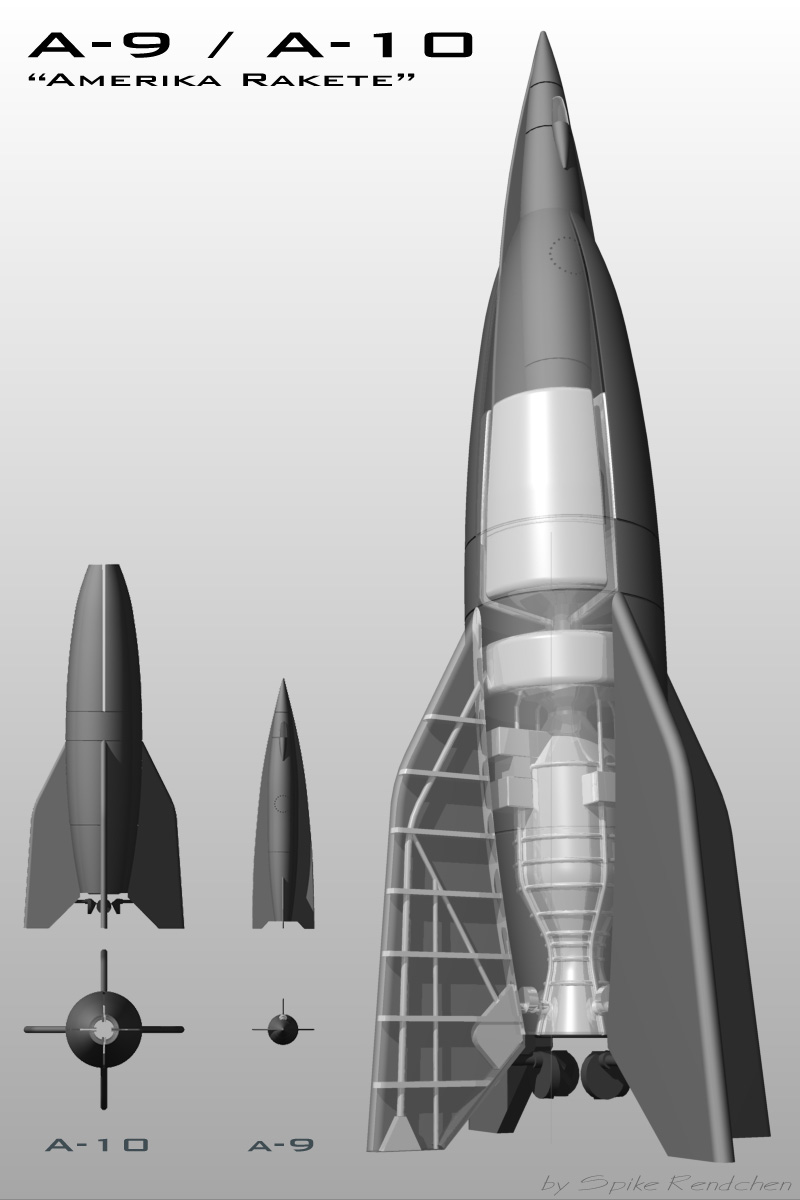
Foguetes A9 e A10.

Agregado-10, em alemão: Aggregat-10, literalmente Agregado-10, ou simplesmente Montagem-10, foi a designação de um projeto da série Aggregat, que nunca chegou a ser construído, foi planejado para servir como um primeiro estágio para o A-9,  para auxiliá-lo a obter um alcance intercontinental. A cidade de Nova Iorque e outros alvos no nordeste dos Estados Unidos eram os seus alvos planejados. O Prüfstand VII foi construído em Peenemünde para ser utilizado no desenvolvimento do A-10.

## Parâmetros do A-10 planejado
O A-10 projetado possuía um diâmetro de 4,12 metros e excedia o A4 (V-2) em seu tamanho. Ele seria abastecido com álcool e oxigénio líquido. O impulso dos motores seria da ordem de 235 000 kgf (2 300 kN), com um tempo de queima de 55 segundos.